# Costilla County
Costilla County is een county in de Amerikaanse staat Colorado.
De county heeft een landoppervlakte van 3.178 km² en telt 3.663 inwoners (volkstelling 2000). De hoofdplaats is San Luis.